# شو ۲۰۵
دبلیودبلیوئی ۲۰۵ لایو (به انگلیسی: WWE 205 Live) یک برنامه تلویزیونی استریمینگ کشتی حرفه ای آمریکایی است که توسط دبلیودبلیوئی تولید شده است. در ۲۹ نوامبر ۲۰۱۶ به عنوان جایگزینی برای سوپراستارز نمایش داده شد و در ۱۱ فوریه ۲۰۲۲ به پایان رسید.